# Lencsilány
A Lencsilány Lakatos István képregénye, amely 2010-ben jelent meg a Nyitott Könyvműhely kiadásában. A kötet három kép-novellát tartalmaz, álomszerű képi világán többek közt Tim Burton hatása érezhető. A könyv Lakatos István első önálló kötete, főhőse pedig a szerző azóta legnépszerűbb karaktere.

## Kapcsolódó művek
Lakatos István egy rövidebb képregénye, a Lencsilány és a Kisgömböc is a könyv univerzumában játszódik. A képregény először a Műút folyóiratban jelent meg, majd 2018-ban a szerző összegyűjtött műveit tartalmazó Mesék az ágy alól című kötetben is helyet kapott.